# Agnieszka Osiecka

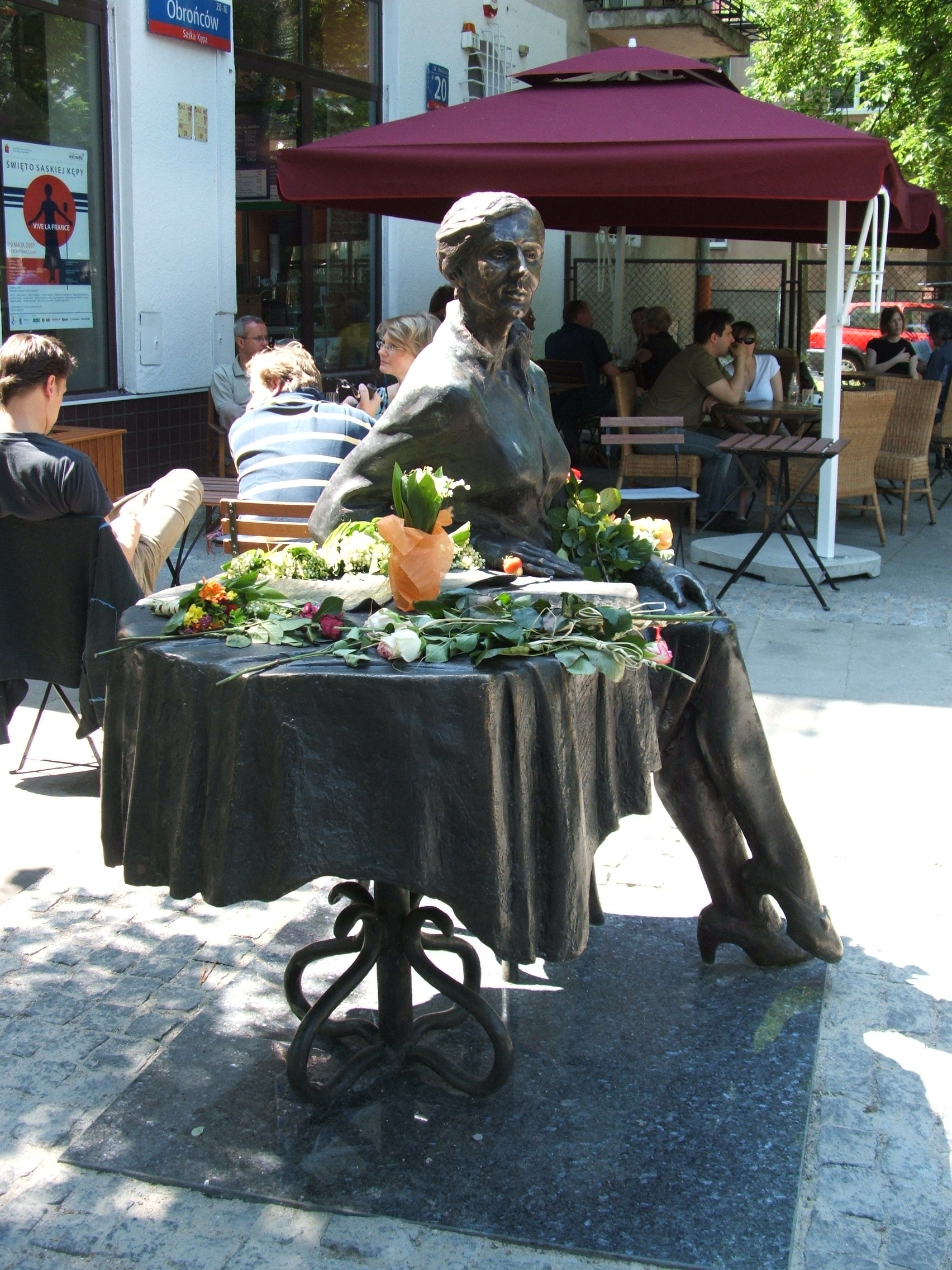
Monument över Agnieszka Osiecka i Saska Kępa i Warszawa

Agnieszka Osiecka, född 9 oktober 1936 i Warszawa, död 7 mars 1997 i Warszawa, var en polsk poet, låtskrivare och journalist.
Hon var mor till journalisten Agata Passent i ett äktenskap med journalisten Daniel Passent.
Hon avled 1997 i koloncancer. Hennes grav finns på Powązkikyrkogården i Warszawa.